# 앙군
앙군 칩타 사스미(인도네시아어: Anggun Cipta Sasmi, 1974년 4월 29일 ~ )는 앙군(Anggun)이라는 예명으로 활동하고 있는 인도네시아의 가수이다. 현재는 프랑스 시민권을 가지고 있다. 유로비전 송 콘테스트 2012에서 프랑스 대표로 참가했다.

## 음반 목록

### 인도네시아어 정규 앨범
- Dunia Aku Punya (1986년)
- Anak Putih Abu Abu (1991년)
- Nocturno (1992년)
- Anggun C. Sasmi... Lah!!! (1993년)

### 영어 정규 앨범
- Snow on the Sahara (1997년)
- Chrysalis (2000년)
- Luminescence (2005년)
- Elevation (2008년)
- Echoes (2011년)

### 프랑스어 정규 앨범
- Au nom de la lune (1997년)
- Désirs contraires (2000년)
- Luminescence (2005년)
- Elévation (2008년)
- Echos (2011년)